# NGC 995
NGC 995 je galaksija u zviježđu Andromeda.

## Vanjske poveznice
- SEDS: NGC 995